# Indhold
Begrebet indhold er knyttet til begrebet "kontainer". Indhold er det, der er indeholdt i en kontainer (fx vand i en flaske). Begrebet anvendes metaforisk om fx indholdet af en bog (indholdet vises fx i bogens indholdsfortegnelse). Indholdet modstilles ofte dokumentets form (fx om det er en billigbog). Jaenecke (1994, side 4) definerer et dokuments indhold som al den information, der kan udledes af dokumentet ("The content of a message is the sum of all possible information that may be extracted from it").
I denne forbindelse er indholdsanalyse en samfundsvidenskabelig metode til at studere tekster og andre dokumenter. Jf. fx Krippendorff (1989) og White & Marsh (2006).
Epistemisk indhold (engelsk: epistemic content) er en term foreslået af Bernd Frohmann for “what we grasp when we understand a sentence, diagram, graph, data set, computer-generated image, or any truth-telling inscription in any media form” (2004, side 24).